# Unción
Se llama unción (del latín ungere, ‘untar’) al proceso de embadurnar con aceite perfumado, leche, grasa animal, mantequilla derretida u otras sustancias, presente en los rituales de muchas religiones. Las personas y cosas se ungen para simbolizar la introducción de una influencia sacramental o divina, una emanación, espíritu o poder sagrado. La unción también puede  provocar, en este marco religioso, que el mal o la enfermedad se aparten de alguien, restableciéndose la purificación o la salud.

## Antecedentes

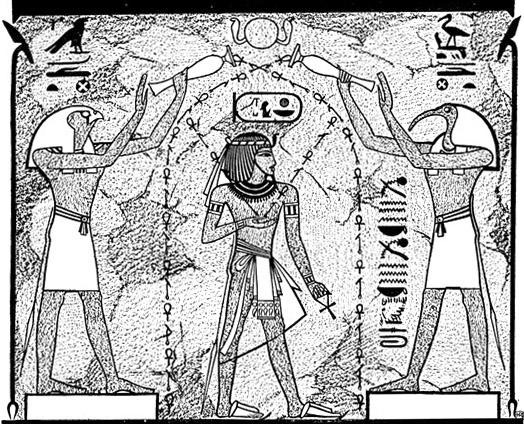
Unción en el Antiguo Egipto, imagen de la Enciclopedia Judía (1901-1906).

Los aborígenes australianos creían que las virtudes de quienes morían podían transferirse a los supervivientes si éstos se frotaban con su grasa interna. De forma similar, los árabes de África Oriental se ungían con grasa de león para adquirir coraje e inspirar miedo a los animales. Estos ritos están a menudo relacionados con comerse a la víctima cuyas virtudes se anhelan. La grasa humana es considerada un poderoso componente para realizar hechizos en todo el mundo. Por ejemplo, como R. Smith señala,[cita requerida] después de la sangre la grasa era especialmente el vehículo y sede de la vida. Es por esto que la grasa de una víctima se untaba sobre una piedra sagrada, no sólo en actos de homenaje prestados a ella, sino en la consagración real del mismo. En tales casos la influencia de la deidad, comunicada a la víctima, pasaba con el ungüento a la piedra. Según ciertas creencias, la divinidad podía, mediante la unción, ser transferida también a los hombres, y desde la más remota antigüedad, entre los judíos y otras razas los reyes era ungidos o engrasados, sin duda con la grasa de las víctimas que, como la sangre, era demasiado sagrada para ser comida por los devotos comunes.
La mantequilla hecha a partir de leche de vaca, el más sagrado de los animales, se usa para las unciones en la religión hindú. Las casas recién construidas se engrasan con ella, y también se emplea para untar cuidadosamente de arriba abajo, de la cabeza a los pies, a quienes creen estar sufriendo una posesión demoníaca. Las unciones también son parte de cierto ritual de entronización de las monarquías hindúes, en las que también puede usarse sangre.

## Biblia
Entre los hebreos, el acto de la unción era importante en la consagración para uso sagrado: de aquí la unción del alto sacerdote y de las vasijas sagradas.

### Medicina y funerales
El aceite también se usaba con fines medicinales. Se aplicaba al enfermo, y también a las heridas. La expresión «engrasar el escudo» alude a la costumbre de aplicar aceite sobre el cuero del escudo para hacerlo así flexible y adecuado para el uso en la batalla.

### Hospitalidad
Era costumbre de los judíos de forma parecida ungirse a sí mismos con aceite, como forma de refrescar o revitalizar sus cuerpos. Los helenos tenían costumbres parecidas, y se sigue conservando entre los árabes en la actualidad.

### Sacerdotes y reyes

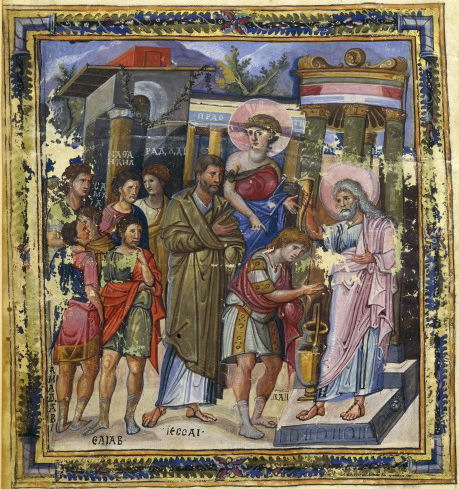
La unción de David.

En la Biblia Hebraica, el Sumo Sacerdote y el rey eran a veces llamados «el ungido». Los profetas también eran ungidos. Ungir a un rey era equivalente a coronarlo: de hecho, en Israel no se exigía la corona. De esta forma, David fue ungido rey por el profeta Samuel:

Y Samuel tomó el cuerno del aceite, y lo ungió de entre sus hermanos; y desde aquel día en adelante el Espíritu del SEÑOR tomó a David. Y levantándose Samuel, se volvió a Ramá.
I Samuel

En la Biblia  aparece en diversos lugares la unción del lóbulo de la oreja derecha, el pulgar derecho y el dedo gordo del pie derecho con la sangre de una víctima sacrificial como rito de purificación. Por ejemplo, en Levítico 14:1-32 se indica el ritual para la purificación de un leproso:

Y el sacerdote tiene que tomar parte de la sangre de la ofrenda por la culpa, y el sacerdote tiene que ponerla sobre el lóbulo de la oreja derecha del que está limpiándose, y sobre el dedo pulgar de su mano derecha, y sobre el dedo gordo de su pie derecho.

## Evangelios cristianos

### El Mesías
A diferencia del punto de vista judío, los cristianos creen que el «ungido» aludido en varios versículos bíblicos como Salmos 2:2 y Daniel 9:25-26 es el prometido Mesías. Según la Biblia Judía, cada vez que alguien era ungido con la fórmula concreta del aceite de la unción santa según la ceremonia descrita en Éxodo, el Espíritu Santo descendía sobre esta persona, capacitándole para realizar un sagrado designio. Pero Jesús nunca fue ungido de esta forma, pues fue ungido directamente por el Espíritu Santo, esto se puede interpretar al leer lo descrito en el libro de Lucas en la anunciación de su nacimiento por parte del ángel Lucas 1:35, es claro que cuando el Espíritu Santo vino sobre la virgen María para concebir al Mesías (Dios hecho hombre y no un simple mortal), el Cristo ya había sido ungido pues él es Dios y al ser Dios no necesita que ningún hombre viniera a ungirlo y que el Espíritu Santo descendiera sobre él, pues desde mucho antes de su concepción humana y desde antes del inicio de los tiempos él ha sido y es el ungido. Según el Nuevo Testamento, Jesús de Nazaret es el Ungido, el Mesías, Juan 1:41; Hechos 9:22, Hechos 17:2-3, Hechos 18:5, Hechos 18:28, y los Evangelios afirman que él fue y es el «ungido» Lucas 4:18. 
La palabra «Cristo» que se usa actualmente como si fuese un apellido es en realidad un título procedente del griego Christos, que significa "ungido".

### Hospitalidad
La unción era también un acto de hospitalidad, pues Jesús fue ungido en casa del fariseo.

### Medicina
El Nuevo Testamento registra que el aceite se aplicaba a los enfermos, y también a las heridas. Los cuerpos de los difuntos eran ungidos a veces.

## Monarquía cristiana
En la Europa cristiana, Wamba, en 672 fue el primer rey español ungido.  Décadas más tarde, Pipino el Breve fue el primer rey franco ungido en una ceremonia de coronación, lo que le permitía legitimar su ascenso al poder y la deposición del último rey merovingio. La ceremonia ejemplificaba la sanción religiosa de la Iglesia católica, el reconocimiento del derecho divino del nuevo monarca a gobernar a cambio de la protección de los francos. Casi todos los reyes que le siguieron fueron consagrados, aunque algunos  emperadores carolingios y otones evitaron la coronación y la unción. Los reyes franceses adoptaron la flor de lis como símbolo bautismal de pureza con la conversión del rey franco Clodoveo I al cristianismo en el 493. Para aumentar más su misticismo, terminó surgiendo una leyenda acerca de un vial de aceite (de donde procedería la santa ampolla) que habría descendido del Cielo para ungir y santificar a Clodoveo como rey. Los así «ungidos» reyes de Francia mantendrían posteriormente que su autoridad procedía directamente de Dios, sin la mediación del emperador ni del papa. Las leyendas afirman que incluso el propio lirio apareció en la ceremonia bautismal como un regalo de bendición en una aparición de la Bienaventurada Virgen María.
Los monarcas ingleses incluyen la unción en los rituales de coronación (sacre en francés). El Soberando del Reino Unido es el último monarca ungido. Para la coronación de Carlos I de Inglaterra en 1626 se elaboró aceite sagrado mezclando naranja, jazmín, rosas destiladas, canela destilada, aceite de moringa, ámbar gris y almizcle de civeta.
Sin embargo esto no simboliza subordinación alguna a la autoridad religiosa, por lo que no suele ser realizado en las monarquías católicas por el papa sino normalmente reservado para el obispo o arzobispo de una sede importante (a veces el lugar de la coronación) del país. Así, los utensilios necesarios pueden ser parte de la regalía, como en el caso de ampolla para el aceite y la cuchara para aplicarlo en la monarquía francesa, o el cuerno (una forma acorde con la tradición bíblica y vikinga al mismo tiempo) de la monarquía noruega.

## Uso sacramental cristiano

### Uso primitivo
En los primeros tiempos del cristianismo, los enfermos eran ungidos para propiciar su curación:

14 ¿Está alguno enfermo entre vosotros? Llame a los ancianos de la iglesia para que oren por él, ungiéndolo con aceite en el nombre del Señor.

15 Y la oración de fe salvará al enfermo, y el Señor lo levantará; y si ha cometido pecados, le serán perdonados.
Santiago 5:14-15

## Uso en las iglesias Católica y Ortodoxa
En las iglesias Católica y Ortodoxa, la unción es parte del sacramento de ungir a los enfermos (o, usando la terminología ortodoxa, del «misterio de la unción»). Los ortodoxos usan la unción no sólo para enfermedades físicas sino también espirituales, y el creyente puede solicitar la unción a voluntad, siendo normal que todo el mundo la reciba durante la Semana Santa.
El aceite consagrado también se usa en la confirmación o, como a veces se le llama (especialmente en las iglesias ortodoxas y orientales católicas), crismación, del griego χρίσμα chrisma, ‘medio para o acto de ungir’. Las iglesias orientales católicas realizan el sacramento de la crismación inmediatamente tras el bautismo, en una sola ceremonia.

#### Consagración del aceite en la Iglesia Ortodoxa
Entre las iglesias orientales católicas, el Myron (Μύρον, ‘aceite sagrado’) para la crismación (y, antes del siglo XX, para la unción de monarcas) es preparado periódicamente por los patriarcas ortodoxos (como el Patriarca de Constantinopla) y por varios dirigentes de las iglesias autocéfalas (como la Iglesia Ortodoxa en América). La consagración del aceite, cuando se realiza, se hace durante la Semana Santa, y después el aceite se distribuye a las iglesias dentro de la misma jurisdicción. El Myron se elabora con aceite de oliva y una receta secreta de esencias (myra) que se infunde en él.
En el Patriarcado de Constantinopla, el proceso está bajo el cuidado de los Archontes Myrepsoi, funcionarios laicos del Patriarcado. Varios miembros del clero pueden también participar en la preparación, pero la consagración siempre la realizar el Patriarca o un obispo designado por él al efecto.

### Iglesias pentecostales y protestantes
Como en la primitiva iglesia cristiana, la unción con aceite se realiza en las Iglesias evangélicas para curar a los enfermos y también para la consagración u ordenación de pastores y mayores.
La palabra «unción» es también usada frecuentemente por los cristianos para aludir al poder de Dios o del Espíritu de Dios residente en un cristiano: un uso que aparece de vez en cuando en la Biblia. Una expresión particularmente popular es «la unción que rompe el yugo», que procede de Isaías:

Acontecerá en aquel tiempo que su carga será quitada de tu hombro y su yugo de tu cerviz, y el yugo se pudrirá por cuanto tú eres mi ungido.

La NVI traduce este pasaje como «a causa de la gordura se romperá el yugo que llevas en el cuello». El contexto de este pasaje alude al yugo de Senaquerib, y a cómo su naturaleza opresora es anulada por la de Ezequías, de quien se decía que era tan suave como el aceite.
la verdadera expresión es, que unción viene del poder de Dios y al estar ungido de su poder has sido elegido para servirle en alguna forma y de liberarte del yugo es simplemente que nadie puede con una orden de Dios 
1. Reina Valera 2020
1 Samuel 24:6 Y dijo a los suyos: El SEÑOR me guarde de hacer tal cosa contra mi señor, [el] ungido del SEÑOR, que yo extienda mi mano contra él; porque es ungido del SEÑOR.

## Metáfora bíblica
La unción se usa en muchas más denominaciones para describir la obra del Espíritu Santo entre los creyentes. Al hacer esto sólo reconocen la unción espiritual de la que habla la biblia.

Vosotros tenéis la unción del Santo
I Juan

Pero la unción que vosotros recibisteis de él permanece en vosotros
I Juan

### Reseñas
- Este artículo incorpora texto de una publicación sin restricciones conocidas de derecho de autor:  Varios autores (1910-1911). «Encyclopædia Britannica».  En Chisholm, Hugh, ed. Encyclopædia Britannica. A Dictionary of Arts, Sciences, Literature, and General information (en inglés) (11.ª edición). Encyclopædia Britannica, Inc.; actualmente en dominio público.
- Este artículo incorpora texto del Easton's Bible Dictionary, publicado originalmente en 1897 (dominio público).
- Harper, Douglas (noviembre  de 2001). «anoint». Online Etymology Dictionary. Consultado el 1 de septiembre de 2007.
- Bloch. Marc. Los reyes taumaturgos.

- Datos: Q641922
- Multimedia: Anointing / Q641922